# Champions Challenge 2005. (hokej na travi)
3. natjecanje za Champions Challenge u hokeju na travi za muške se održalo 2005. godine. Predstavljao je drugi jakosni razred svjetskog reprezentativnog hokeja na travi.

## Mjesto i vrijeme održavanja
Održao se od 1. do 9. travnja 2005. u egipatskom gradu Aleksandriji. Susreti su se igrali na igralištu hokejaškog kluba Smouha.

## Natjecateljski sustav
Igralo se po jednostrukom ligaškom sustavu. Za pobjedu se dobivalo 3 boda, za neriješeno 1 bod, a za poraz nijedan bod. 
Nakon ligaškog dijela, igralo se za poredak. Prvi i drugi na ljestvici su doigravali za zlatno odličje, treći i četvrti za brončano odličje, a peti i šesti na ljestvici za 5. i 6. mjesto. 6. je ispadao u niži natjecateljski razred.
Pobjednik je stjecao pravo sudjelovati u višem natjecateljskom razredu, na Prvačkom trofeju iduće godine u Terrassi, u Španjolskoj.

## Sudionici
- Argentina
- JAR
- Engleska
- Južna Koreja
- Belgija
- Egipat, domaćin

Belgija je zaigrala umjesto prvotno Novog Zelanda, kojeg se prvotno predvidjelo za sudionika. Isti nije sudjelovao zbog novčarskih razloga.

### Argentina
(1.) Juan Manuel Vivaldi (vratar), (2.) Juan Pablo Hourquebie, (3.) Pedro Ibarra, (4.) Matias Vila, (5.) Ezequiel Paulón, (6.) Mariano Chao (vratar), (7.) Mario Almada, (8.) Lucas Rey, (9.) Tomás Argento, (10). Tomás MacCormik, (11.) Lucas Cammareri, (12.) Marcos Riccardi, (13.) Jorge Lombi, (14.) Fernando Zylberberg, (15.) Germán Orozco (kapetan), (16.) Fernando Oscaris, (17.) Matias Paredes, and (18.) Facundo Callioni. Trener: Jorge Ruiz.

### Belgija
(2.) Xavier Reckinger, (3.) Thierry Stumpe, (4.) Thierry Renaer (kapetan), (6.) Loïc Vandeweghe, (7.) Jean-Philippe Brulé, (8.) Thomas Van Den Balck, (9.) Maxime Luycx, (11.) Charles Vandeweghe, (13.) Gilles Petre, (14.) Phillippe Goldberg, (17.) Manu Leroy (vratar), (18.) Patrice Houssein, (21.) Quentin Walravens (vratar), (22.) Jeremy Schuermans, (23.) John Goldberg, (24.) John John Dohmen, (27.) Amaury De Cock, and (28.) Jérôme Truyens. Trener: Giles Bonnet.

### Egipat
(1.) Osama Hassanen (vratar), (2.) Mahmoud Magdi, (3.) Ahmed Mandour, (4.) Mahmoud Badawy, (5.) Hosny El Sayed, (6.) Mohamed Ibrahim Samak, (7.) Yassri Abdel Monem (kapetan), (8.) Ahmed Wasfi, (9.) Amro El Sayed, (10.) Sameh Metwally, (11.) Sayed El Shahat, (12.) Karim Abdel Magid, (13.) Adnan El Sayed, (14.) Amir El Sayed, (15.) Tamer El Sayed, (16.) Tarek El Husseny (vratar), (17.) Mahmoud Farouk, and (18.) Ahmed Maqsood. Trener: Gerhard Rach.

### Engleska
(2.) Andy West, (3.) Nick Brothers (vratar), (4.) Glenn Kirkham, (5.) Richard Alexander, (8.) James Stedman, (9.) Mark Pearn, (10.) Matt Daly, (11.) Brett Garrard (kapetan), (12.) Jonty Clarke, (13.) Rob Moore, (14.) Ben Hawes, (15.) Scott Cordon, (16.) Matt Taylor, (17.) Ali Wilson, (18.) Barry Middleton, (19.) Jon Brown, (20.) James Tindall, and (23.) Jon Ebsworth (vratar). Trener: Jason Lee.

### JAR
(1.) David Staniforth (vratar), (2.) Roscoe Katz, (3.) Ryan Ravenscroft (kapetan), (5.) Austin Smith, (7.) Darryn Gallagher, (8.) Wayne Madsen, (10.) Jody Paul, (11.) Lyall Meyer, (12.) Gareth Carr, (13.) Steve Phillips, (14.) Eric Rose-Innes, (15.) Andrew Cronje, (17.) John Paul, (19.) Franci du Plessis (vratar), (20.) John McInroy, (21.) Lungile Tsolekile and (22.) Ian Symons. Trener: Paul Revington.

### Južna Koreja
(1.) Koo Dong-Shik (vratar), (2.) Cha Jong-Bok, (3.) Kim Joung-Goo, (4.) Son Byung-Sik, (5.) Han Hyung-Bae (kapetan), (6.) Lee Nam-Yong, (7.) Seo Jong-Ho, (8.) Kang Seong-Yung, (9.) Yoon Sung-Hoon, (10.) You Hyo-Sik, (11.) Lee Jung-Seon, (12.) Kim Sam-Seok, (13.) Oh Dae-Keun, (14.) Kim Byung-Hoon, (16.) Shin Yong-Ho (vratar), (17.) Lee Sung-Min, and (18.) Hwang In-Nam. Trener: Cho Myung-Jun.

## Rezultati prvog dijela natjecanja
Satnica je po mjesnom egipatskom vremenu (UTC +3)
| 1. travnja 2005. 16:00                               |       |                                             |                                   |
| Južna Koreja                                         | 3 : 3 | Argentina                                   | Suci: Roberto Curti Nick Lockhart |
| Lee Jung-seon 32.' (k.u/k), 33.' Yong Sung-hoon 44.' |       | Almada 20.' (k.u/k), 54.' Vila 57.' (k.u/k) | Suci: Roberto Curti Nick Lockhart |

| 1. travnja 2005. 18:15 |       |                                                                                           |                                     |
| JAR                    | 1 : 5 | Belgija                                                                                   | Suci: Peter Elders Colin Hutchinson |
| Symons 18.'            |       | C. Vandeweghe 1.' Brulé 6.' (k.u/k), 14.' (k.u/k) L. Vandeweghe 23.' (k.u/k) Truyens 26.' | Suci: Peter Elders Colin Hutchinson |

| 1. travnja 2005. 20:30 |       |                                                                    |                               |
| Egipat                 | 1 : 4 | Engleska                                                           | Suci: Satinder Kumar Deon Nel |
| El-Sayed 46.' (k.u/k)  |       | Tindall 29.' (k.u/k) Middleton 43.' Daly 53.' (k.u/k) Kirkham 69.' | Suci: Satinder Kumar Deon Nel |

| 2. travnja 2005. 16:15                                       |       |                               |                                    |
| Argentina                                                    | 4 : 2 | JAR                           | Suci: Nick Lockhart Satinder Kumar |
| Oscaris 38.' Vila 40.' Riccardi 54.' (k.u/k) Hourquebie 56.' |       | McInroy 1.' (k.u/k) Carr 65.' | Suci: Nick Lockhart Satinder Kumar |

| 2. travnja 2005. 18:30    |       |                                                                                                |                                     |
| Engleska                  | 2 : 5 | Južna Koreja                                                                                   | Suci: Peter Elders Syed Ab del Rady |
| Pearn 46.' Middleton 65.' |       | Lee Jung-seon 21.' (k.u/k), 45.' (k.u/k), 57.' Kang Seong-jung 50.' (k.u/k) Son Byung-sik 66.' | Suci: Peter Elders Syed Ab del Rady |

| 2. travnja 2005. 20:30                                                                                             |       |        |                                  |
| Belgija | 7 : 0 | Egipat | Suci: Roberto Curti Kim Hong-lae |
| Reckinger 13.' (k.u/k), 45.' (k.u/k) Luycx 16.' Goldberg 23.' Brulé 26.' (k.u/k) , 41.' (k.u/k) C. Vandeweghe 61.' |       |        | Suci: Roberto Curti Kim Hong-lae |

| 4. travnja 2005. 16:00                                                         |       |                                              |                              |
| Južna Koreja                                                                   | 6 : 3 | Belgija                                      | Suci: Deon Nel Nick Lockhart |
| You Hyo-sik 2.' Lee Jung-seon 5.', 42.' (k.u/k), 45.' Yoon Sung-hoon 8.', 47.' |       | Brulé 1.' (k.u/k) Truyens 17.' (k.u/k), 64.' | Suci: Deon Nel Nick Lockhart |

| 4. travnja 2005. 18:15   |       |                                              |                                 |
| Engleska                 | 2 : 3 | Argentina                                    | Suci: Kim Hong-lae Peter Elders |
| Tindall 8.' Kirkham 39.' |       | Paredes 6.' Lombi 13.' (k.u/k), 30.' (k.u/k) | Suci: Kim Hong-lae Peter Elders |

| 4. travnja 2005. 18:15                   |       |                    |                                      |
| JAR                                      | 4 : 1 | Egipat             | Suci: Roberto Curti Colin Hutchinson |
| Meyer 5.' Phillips 9.' Symons 26.', 35.' |       | Magdi 43.' (k.u/k) | Suci: Roberto Curti Colin Hutchinson |

| 5. travnja 2005. 16:00           |       |                                        |                               |
| Belgija                          | 2 : 2 | Engleska                               | Suci: Deon Nel Satinder Kumar |
| Brulé 30.' (k.u/k), 47.' (k.u/k) |       | Tindall 19.' (k.u/k) Daly 22.' (k.u/k) | Suci: Deon Nel Satinder Kumar |

| 5. travnja 2005. 18:15                                            |       |     |                                      |
| Južna Koreja                                                      | 3 : 0 | JAR | Suci: Syed Ab del Rady Nick Lockhart |
| Lee Jung-seon 32.' (k.u/k) Yoon Sung-hoon 38.' Kim Joung-goo 49.' |       |     | Suci: Syed Ab del Rady Nick Lockhart |

| 5. travnja 2005. 20:30 |       |                                                                                          |                                     |
| Egipat                 | 1 : 7 | Argentina                                                                                | Suci: Peter Elders Colin Hutchinson |
| Wasfi 28.'             |       | Lombi 1.' (k.u/k), 42.' (k.u.) Almada 11.', 59.' Vila 32.' (k.u/k), 37.' Zylberberg 43.' | Suci: Peter Elders Colin Hutchinson |

| 8. travnja 2005. 16:00           |       |                                |                                       |
| Engleska                         | 3 : 2 | JAR                            | Suci: Syed Ab del Rady Satinder Kumar |
| Daly 5.', 8.' (k.u/k) Moore 62.' |       | Meyer 30.' Symons 57.' (k.u/k) | Suci: Syed Ab del Rady Satinder Kumar |

| 8. travnja 2005. 18:15                     |       |                                                    |                                  |
| Argentina                                  | 3 : 3 | Belgija                                            | Suci: Roberto Curti Kim Hong-lae |
| Almada 9.' Lombi 27.' (k.u/k) Paredes 38.' |       | Brulé 24.' (k.u.), 62.' (k.u/k) L. Vandeweghe 68.' | Suci: Roberto Curti Kim Hong-lae |

| 8. travnja 2005. 20:30 |       | |                                 |
| Egipat                 | 1 : 5 | Južna Koreja                                                                                            | Suci: Colin Hutchinson Deon Nel |
| Maqsood 36.'           |       | Seo John-ho 6.' (k.u.) Lee Jung-seon 14.' (k.u/k) Yoon Sung-Hoon 52.', 58.' Kim Byung-Hoon 69.' (k.u/k) | Suci: Colin Hutchinson Deon Nel |

### Poredak nakon prvog dijela natjecanja
```
 1. 
 Južna Koreja      5      4     1     0     (22: 9)      
13

 2. 
 Argentina         5      3     2     0     (20:11)      
11

 
 3. 
 Belgija           5      2     2     1     (20:12)      
 8

 
 4. 
 Engleska          5      2     1     2     (13:13)      
 7

 
 5. 
 JAR               5      1     0     4     ( 9:16)      
 3

 
 6. 
 Egipat            5      0     0     5     ( 4:27)       
0
```

## Doigravanje
Satnica je po mjesnom egipatskom vremenu (UTC +3)
- za 5. mjesto

| 9. travnja 2005. 15:30                                               |       |                           |                                  |
| JAR                                                                  | 5 : 2 | Egipat                    | Suci: Nick Lockhart Kim Hong-lae |
| Symons 15.' (k.u/k), 24.' (k.u/k) Phillips 28.', 39.' Tsolekile 48.' |       | Farouk 64.' Metwally 68.' | Suci: Nick Lockhart Kim Hong-lae |

- za brončano odličje

| 9. travnja 2005. 18:00                                                                  |       |                                                                           |                                 |
| Belgija                                                                                 | 6 : 5 | Engleska                                                                  | Suci: Colin Hutchinson Deon Nel |
| Brulé 7.' (k.u/k), 31.' (k.u/k), 53.' (k.u/k), 61.' (k.u/k), 68.' (k.u/k) Goldberg 13.' |       | Daly 23.' (k.u/k), 60.' (k.u/k) Hawes 35.' (k.u/k) Clarke 49.' Pearn 69.' | Suci: Colin Hutchinson Deon Nel |

- za zlatno odličje

| 9. travnja 2005. 20:30                   |       |                                                                        |                                  |
| Južna Koreja                             | 2 : 5 | Argentina                                                              | Suci: Roberto Curti Peter Elders |
| Lee Jung-seon 48.' (k.u/k), 60.' (k.u/k) |       | Lombi 6.' (k.u/k), 14.' (k.u.), 44.' (k.u/k), 59.' Orozco 64.' (k.u/k) | Suci: Roberto Curti Peter Elders |

## Završni poredak
| Mj. | Momčad       |
| --- | ------------ |
| 1.  | Argentina    |
| 2.  | Južna Koreja |
| 3.  | Belgija      |
| 4.  | Engleska     |
| 5.  | JAR          |
| 6.  | Egipat       |

| Pobjednici Champions Challengea |
| ------------------------------- |
| Argentina Prvi naslov           |

## Najbolji sudionici
| najbolji strijelac                | najbolji igrač |
| --------------------------------- | -------------- |
| Lee Jung-Seon Jean-Philippe Brulé | Germán Orozco  |

- najbolji strijelci

```
1. Jean-Philippe Brulé (Belgija)      14 pogodaka   
   Jung Seon Lee (J. Koreja)          14 pogodaka 
3. Jorge Lombi (Argentina)            10 pogodaka 
4. Matt Daly (Engleska)                6 pogodaka 
   Ian Symons (JAR)                    6 pogodaka 
6. Sung Hoon Yoon (J. Koreja)          5 pogodaka 
7. Mario Almeida (Argentina)           4 pogotka
   Matias Vila (Argentina)             4 pogotka 
9. Steve Phillips (JAR)                3 pogotka 
   James Tindall (Engleska)            3 pogotka 
```

## Vanjske poveznice
- (engl.) Izvješća sa susreta
- (šp.) HSRA